# Plegapteryx obscura
Plegapteryx obscura là một loài bướm đêm trong họ Geometridae.